# Grupo de Didáctica de la Geografía de la Asociación de Geógrafos Españoles

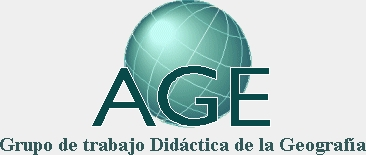
Logotipo del Grupo de Didáctica de la Asociación de Geógrafos Españoles

Grupo de Didáctica de la Geografía de la Asociación de Geógrafos Españoles surge de la inquietud de algunos miembros de la AGE sobre los aspectos directamente relacionados con la enseñanza y el aprendizaje de la Geografía, que manifestaron dicho interés en el transcurso de la Asamblea de la AGE celebrada en Murcia en 1985. En aquella ocasión profesores de la Universidad de Murcia (Pedro Plans Sanz de Bremon y José Luis González Ortiz, entre otros) en la que ya se publicaba desde hacía años la única revista de Didáctica de la Geografía existente entonces, junto con otros de diferentes universidades (María Jesús Marrón Gaite de la Complutense y Antonio Gómez Ortiz de la de Barcelona, entre otros) propusieron y defendieron la creación de un grupo de trabajo de Didáctica dentro de la AGE.
Su creación data del 28 de noviembre de 1986, siendo presidente de la AGE el Dr. D. Antonio López Ontiveros. Son muchos los nombres de ilustres geógrafos impulsores de su nacimiento y primeros pasos. Su andadura se inició con 62 miembros y la creación de la primera Comisión Gestora del Grupo, presidida por el Dr. D. Clemente Herrero Fabregat. Esta Comisión Gestora fue la encargada de las relaciones con los miembros del Grupo y con la Junta Directiva de la AGE hasta la elección en la primera Asamblea General del Grupo (diciembre de 1987), de la primera Junta Directiva del mismo. Desde entonces, los Presidentes que se han sucedido en la gestión del Grupo han sido los siguientes: Dr. D. Clemente Herrero Fabregat (1986-1990), Dr. D. Eugenio García Almiñana (1991), Dr. D. Juan Carlos Rodríguez Santillana (1992-1995), Dra. Dña. María Jesús Marrón Gaite (1995-2008), Dra. Dña. María Luisa de Lázaro y Torres (2008-2012) y Dra. Dña. Emilia María Tonda Monllor (2012- ).
Desde su creación el Grupo de Didáctica no ha cesado de crecer; hoy se acercan al centenar los geógrafos que lo integran. Sus miembros son licenciados y doctores en Geografía, que imparten docencia en esta disciplina y en la Didáctica de la Geografía en distintos niveles educativos, tanto universitarios (Grados y Másteres), como no universitarios (Educación Infantil, Primaria, Secundaria y Formación Profesional).
Una constante preocupación del Grupo desde sus orígenes es la formación del profesorado de los distintos niveles del sistema educativo, tanto inicial como continua, reglada y no reglada. De hecho, es uno de los campos a los que se dedica el mayor número de los componentes del mismo.
Web del Grupo de Didáctica de la Geografía de la AGE: http://www.age-didacticageografia.es/.

## Objetivos Científicos
El Grupo de Didáctica de la Geografía tiene una especial preocupación por los procesos de la enseñanza-aprendizaje de esta disciplina con una visión global, integradora e interdisciplinar. Entiende que la formación geográfica del individuo es fundamental desde los primeros años de escolaridad hasta la universidad. La innovación e investigación en los procesos de enseñanza aprendizaje de la Geografía capaces de crear un conocimiento significativo constituye su objetivo esencial. De ahí el interés con el que sus miembros se vienen dedicando a la investigación y difusión de estrategias metodológicas didácticamente eficaces, recursos y materiales didácticos, propuestas de experiencias optimizadoras de la acción docente, etc. Todo ello queda externalizado y puesto a disposición del profesorado dedicado a la enseñanza de la Geografía, en los distintos niveles educativos, a través de las publicaciones del Grupo, con el fin de dar a los docentes soporte, apoyo y asesoramiento didáctico. Así mismo, fomenta el intercambio científico y de experiencias de aula innovadoras en el foro de sus Congresos Nacionales e Ibéricos y potencia la investigación didáctica a través de su revista Didáctica Geográfica.
Estos objetivos, como señalan Tonda y Sebastiá, quedaban ya recogidos en la primera época de la revista Didáctica Geográfica del modo siguiente:
‒	Estimular y apoyar eficazmente la innovación, dentro de un marco riguroso y con base científica.
‒	Estimular la “revolución metodológica”.
‒	Servir como referente u “orientación didáctica” a los docentes.

## Principales Líneas de Investigación
Las líneas de investigación del Grupo se desprenden tanto de las publicaciones realizadas en el seno del mismo, como de la propia revista Didáctica Geográfica, así como de las principales líneas de trabajo de los miembros del Grupo, centrándose en el que siempre ha sido su objetivo esencial: el enriquecimiento y dinamización de la Didáctica de la Geografía, lo que se puede sintetizar en los siguientes contenidos:
-	Innovación educativa.
-	Investigación epistemológica y metodológica sobre Geografía y Didáctica de la Geografía.
-	Formación del profesorado, dentro de la cual ocupa un lugar destacado la formación de Maestros, a la que se une desde hace unos años el Máster de Profesorado de Enseñanza Secundaria.
-	Enseñanza de la Geografía a través de las tecnologías de la información y la comunicación y las tecnologías de la información geográfica.
-	Conocimiento del medio y trabajo de campo.
-	Análisis geográfico regional a diferentes escalas (mundial, europea, nacional y local) y su aplicación al aula.
-	Geografía humana, medio ambiente, patrimonio y desarrollo sostenible aplicados a la enseñanza-aprendizaje de la Geografía.
-	Recursos didácticos en la enseñanza de la Geografía (mapas, juegos de simulación, itinerarios, medios audiovisuales, geoinformación, etc.)
-	Estrategias didácticas para la enseñanza-aprendizaje de la Geografía en los distintos niveles educativos con una metodología activa.
-	Diseño y elaboración de materiales didácticos para la enseñanza-aprendizaje de la Geografía con una metodología activa.
-	Competencias geográficas para la educación ciudadana.
-	El aprendizaje durante toda la vida.
-	Educación en valores desde el potencial educativo de la Geografía.
-	Desarrollo de la creatividad y el espíritu emprendedor.
-	Las dificultades en el aprendizaje y la enseñanza de la Geografía.
-	Evolución histórica del papel de la Geografía en la educación y el desarrollo de la Didáctica de la Geografía como área de conocimiento específica.
-	Pruebas de Acceso a la Universidad.
-	Las secciones bilingües en los centros escolares y la docencia de la Geografía en otras lenguas.

## Metodologías Utilizadas
La metodología utilizada en Didáctica de la Geografía, como en otras ciencias, es compleja y dinámica, ya que depende de la naturaleza de la investigación, y de la evolución tanto de la propia disciplina como de su enseñanza. La metodología para la investigación parte de líneas científicas ya consolidadas y avanza con las nuevas aportaciones de los miembros del Grupo, muchas de las cuales se exponen en los congresos y revistas científicas pertinentes.
Todas ellas suponen una enseñanza innovadora, sustentada en los principios de la enseñanza activa y participativa, lo que supone un enriquecimiento de la tarea del profesor y un impulso de la interacción de éste con el alumno. El uso de diferentes metodologías persigue orientar al alumnado en la construcción de su propio saber, empleando, entre otras muchas fuentes, la gran avalancha de información a la que la tecnología actual le permite acceder. Potencian el aprendizaje autónomo de los estudiantes y ponen de manifiesto la necesidad que existe, si queremos alcanzar resultados satisfactorios, de estimular en los alumnos la motivación intrínseca hacia el conocimiento y el gusto por aprender a aprender, que ha de prolongarse a lo largo de la vida.

## Principales Resultados
El Grupo, a través de sus miembros, ha participado activamente en todos los procesos de innovación en el ámbito de la Geografía en los diferentes cambios de planes de estudios. Sus miembros han publicado diversos libros de texto para los distintos niveles educativos y muchos de ellos trabajan en la innovación docente utilizando múltiples estrategias, recursos y materiales didácticos tendentes a optimizar los procesos de enseñanza-aprendizaje en el tratamiento de los contenidos geográficos. Así mismo los blogs, webs educativas y revistas en línea mantenidas por miembros del grupo son también innumerables. También los grupos de investigación relacionados con la enseñanza de la Geografía.
El Grupo cuenta con una página web desde el año 2000, que refleja las actividades que realiza. En la actualidad sigue la plantilla establecida por la AGE. Esta página está mantenida desde su origen por la profesora Dra. De Lázaro y Torres, si bien en la última asamblea del Grupo, celebrada en el V Congreso Ibérico de Didáctica de la Geografía (Málaga, 2011), se acordó que el mantenimiento de la misma quede a cargo del profesor D. Isaac Buzo. 
Se ha realizado una importante labor para difundir y compartir, con el profesorado de los distintos niveles educativos, experiencias de aula innovadora y de calidad, tendentes a optimizar la enseñanza-aprendizaje de los contenidos de Geografía contemplados en los distintos currícula académicos. Todo ello se refleja en los congresos organizados, en la revista que edita el Grupo, en la participación en eventos internacionales y en sus numerosas publicaciones.

## Organización de Congresos
El Grupo tiene dos líneas de Congresos, los Nacionales y los Ibéricos. Estos últimos están organizados con la colaboración de diversas universidades portuguesas y la Associaçao de Profesores de Geografía de Portugal (APG).
Hasta el momento el Grupo ha celebrado diez Congresos Nacionales y cinco Congresos Ibéricos de Didáctica de la Geografía con una amplia proyección internacional hacia Iberoamérica, y cada uno de ellos con una línea de trabajo acorde con las necesidades investigadoras del momento y las demandas planteadas por el profesorado en ejercicio. Relacionamos a continuación cada uno de ellos, con el lugar de celebración, el año, la universidad organizadora y el coordinador del mismo:

### Congresos Nacionales
1) Primeras Jornadas de Didáctica de la Geografía. Madrid (1988), E. U. Santa María, Universidad Autónoma de Madrid. Coordinador: Dr. D. Clemente Herrero Fabregat.
2) Segundas Jornadas de Didáctica de la Geografía.  Burgos (1991), Universidad de Burgos. Coordinador: Dr. D. Juan Carlos Rodríguez Santillana.
3) Terceras Jornadas de Didáctica de la Geografía. Madrid (1996), Facultad de Educación de la UCM.  Coordinadora: Dra. Dña. María Jesús Marrón Gaite.
4) Cuarto Congreso de Didáctica de la Geografía. Alicante (1998), E.U. de Formación del Profesorado de la Universidad de Alicante. Coordinadora: Dra. Dña. Emilia María Tonda Monllor.
5) Quinto Congreso de Didáctica de la Geografía. Murcia (2000), Facultad de Letras de la Universidad de Murcia. Coordinador: Dr. D. José Luis González Ortiz.
6)  Sexto Congreso de Didáctica de la Geografía. Toledo (2003), E. U. de Formación del Profesorado de Toledo (UC-LM).Coordinadora: Dña. Concepción Moraleda Nieto.
7) Séptimo Congreso de Didáctica de la Geografía. Valencia (2007), Facultad de Geografía e Historia de la Universidad de Valencia. Coordinador: Dr. D. Xosé Manuel Souto González.
8) Octavo Congreso de Didáctica de la Geografía. Jaén (2008), Facultad de Letras de la Universidad de Jaén. Coordinadora: Dra. Dña. Carmen Rueda Parras.
9) Noveno Congreso de Didáctica de la Geografía.Madrid (2010), Facultad de Educación de la UCM. Coordinadora: Dra. Dña. María Jesús Marrón Gaite.
10) El que hubiera sido el Décimo Congreso de Didáctica de la Geografía. Zaragoza (2012), finalmente se organiza con la colaboración de la red europea Digital-Earth.eu, por lo que se denomina finalmente Primer Congreso Europeo de Didáctica de la Geografía. Facultad de Letras de la Universidad de Zaragoza.Coordinador: Dr. D. Rafael de Miguel González.

### Congresos Ibéricos
1) Primer Congreso Ibérico de Didáctica de la Geografía.Madrid (2001), Facultad de Educación de la Universidad Complutense.Coordinadora: Dra. Dña. María Jesús Marrón Gaite.
2) Segundo Congreso Ibérico de Didáctica de la Geografía. Lisboa (2005), Facultad de Letras de la Universidad de Lisboa. Coordinadora: Dra. Dña. Emilia Sande Lemos.
3) Tercer Congreso Ibérico de Didáctica de la Geografía. Almagro (2006), Facultad de Educación de la Universidad de Castilla-La Mancha. Coordinador: Dr. D. Lorenzo Sánchez López.
4) Cuarto Congreso Ibérico de Didáctica de la Geografía. Lisboa (2009), Facultad de Letras de la Universidad de Lisboa. Coordinadora: Dra. Dña. Emilia Sande Lemos.
5) Quinto Congreso Ibérico de Didáctica de la Geografía. Málaga (2011), Universidad de Málaga. Coordinador: Dr. D. José Jesús Delgado Peña.
6) Sexto Congreso Ibérico de Didáctica de la Geografía. Se celebrará en Oporto (2013), Universidad de Oporto. Coordinadora: Dra. Dña. Emilia Sande Lemos.

## Participación en Redes y Asociaciones Internacionales
El Grupo participa en la red Digital-Earth.eu: geomedia in schools (d-e.eu) (510010-LLP-1-2010-1-AT-COMENIUS-CNW), con una duración de 36 meses (11/2010-10/2013), el cual ha tenido una primera reunión en Salzburgo (Austria) el pasado mes de junio y algunos de sus miembros siguen participando activamente en los Grupos de Trabajo del mismo. Anteriormente varios miembros del Grupo participaron activamente en la red HERODOT II (Thematic Network for Geography Teaching and Training Project Number -230402-CP-1-2006-1-UK-ERASMUS-TN). Hay diversos miembros del Grupo que retomaron la participación institucional anterior en la EUROGEO-European Association of Geographers, aunque tras el cambio de estatutos en dicha asociación participan a título individual.

## Otros Eventos
Las Memorias e Informes realizados por el Grupo para la AGE, se consensúan en las reuniones del Grupo, que se celebran en el seno de sus propios Congresos.
No olvidamos la colaboración con otros Grupos de la AGE y con la propia Junta Directiva, uno de cuyos miembros, y también miembro destacado de nuestro Grupo, es tradicionalmente vocal de Enseñanza Secundaria.
Las universidades tienen la responsabilidad de usar sus conocimientos, tradición y capacidad de innovación para preparar el futuro de Europa, con la finalidad de que sus estudiantes estén preparados para desempeñar un trabajo profesional y ser ciudadanos responsables. El Grupo de Didáctica de la Geografía, con sus trabajos sobre el EEES no es ajeno a ello. No hay que olvidar que la mayoría del colectivo de geógrafos sigue dedicándose a la enseñanza de la Geografía en sus distintos niveles educativos, tanto en las enseñanzas regladas como en las no regladas.

## Obras Colectivas Publicadas por el Grupo de Didáctica de la Geografía (AGE)
Algunas de estas obras están disponibles a texto completo en la página web del grupo:
García Almiñana, E., Gómez Ortiz, A., González Muñoz, C., Herrero Fabregat, C. y Sanz San José, G. (Eds.) (1988): Actas de las Primeras Jornadas de Didáctica de la Geografía. Grupo de Didáctica de la Geografía de la Asociación de Geógrafos Españoles. Madrid. ISBN 4-7085-153-6.
Rodríguez Santillana, J. C. (Ed.) (1991): Actas de las segundas Jornadas de Didáctica de la Geografía. Grupo de Didáctica de la Geografía de la Asociación de Geógrafos Españoles y Junta de Castilla y León. Burgos. ISBN 84-604-1375-6.
Marrón Gaite, Mª J. (Ed.) (1996): El reto de la Geografía ante la Reforma Educativa. Madrid. Grupo de Didáctica de la Geografía de la Asociación de Geógrafos Españoles y Universidad Complutense de Madrid. Madrid. ISBN 84-92212-0-7.
De Vera Ferre, J.R; Tonda Monllor, E. Mª y Marrón Gaite, Mª J. (Eds.) (1998): Educación y Geografía. Grupo de Didáctica de la Geografía de la Asociación de Geógrafos Españoles y Universidad de Alicante. Alicante. ISBN 84-600-9510-X.
González Ortiz J. L. y Marrón Gaite, Mª J. (Eds.) (2000): Geografía, Profesorado y Sociedad. Teoría y práctica de la Geografía en la enseñanza. Grupo de Didáctica de la Geografía de la Asociación de Geógrafos Españoles y Universidad de Murcia. Murcia. ISBN 84-699-3749-9.
Marrón Gaite, Mª J. (Ed.) (2001): La formación Geográfica de los Ciudadanos en el cambio de Milenio. Grupo de Didáctica de la Geografía de la Asociación de Geógrafos Españoles y Universidad Complutense de Madrid. Madrid. ISBN 84-922182-8-2.
Marrón Gaite, Mª J., Moraleda Nieto, C. y Rodríguez de Gracia, H. (Eds.) (2003): La enseñanza de la Geografía ante las nuevas demandas sociales. Grupo de Didáctica de la Geografía de la Asociación de Geógrafos Españoles y Universidad de Castilla-La Mancha. Escuela Universitaria del Profesorado. Toledo. ISBN 84-933457-0-9.
Marrón Gaite, Mª J. y Sánchez López, L. (Eds.) (2006): Cultura geográfica y educación ciudadana. Grupo de Didáctica de la Geografía (AGE) y Associaçao de Professores de Geografia de Portugal. Madrid. ISBN 84-922182-4-X.
Marrón Gaite, Mª J., Salom Carrasco, J. y Souto González, X.M. (Eds.) (2007): Las competencias geográficas para la educación ciudadana. Universidad de Valencia y Grupo de Didáctica de la Geografía (AGE). Valencia. ISBN 978-84-922182-4-0.
Marrón Gaite, Mª J., Rosado Llamas, Mª D. y Rueda Parras, C. (Eds.) (2008): Enseñar Geografía: La cultura geográfica en la era de la globalización. Grupo de Didáctica de la Geografía (AGE). Universidad de Jaén. Jaén. ISBN 978-84-933457-7-8.
VVAA. (2009): A Inteligência Geográfica na Educação do Século XXI. Associaçao de Professores de Geografia; Instituto de Geografía e Ordenamento do Territorio da Universidade de Lisboa y Grupo de Didáctica de la Geografía de la Asociación de Geógrafos Españoles. Lisboa. ISBN 978-972-99669-5-8.
Marrón Gaite, Mª J. y Lázaro y Torres, Mª L. de (Eds.) (2010): Geografía, Educación y Formación del Profesorado en el marco del Espacio Europeo de Educación Superior. Grupo de Didáctica de la Geografía (AGE) y Universidad Complutense de Madrid. 2 vols. Madrid. ISBN Para la obra completa: 978-84-933457-2-3; Tomo 1: 978-84-933457-3-0 y Tomo 2: 978-84-933457-4-7.
Delgado Peña, J. J., Lázaro y Torres, Mª L. de y Marrón Gaite, Mª J. (Eds.) (2011): Aportaciones de la Geografía para aprender a lo largo de la vida.: Grupo de Didáctica de la Geografía (A.G.E.) y Universidad de Málaga. Málaga. ISBN 978-84-938551-6-1. (Obra en CD).
De Miguel González, R., Lázaro y Torres, Mª L. de y Marrón Gaite, Mª J. (Eds). (2012): La educación geográfica digital. Grupo de Didáctica de la Geografía (A.G.E.) y Universidad de Zaragoza. ISBN 978-84-938551-9-2. Depósito Legal: Z-2159-12, 693 pp. (Obra en CD).